# Colla Sardanista Xàldiga
La Colla Sardanista Xàldiga fou fundada l'any 1993 i forma part del Grup Sardanista Maig. En aquest grup, hi ha també les colles Xamosa, de nens i nenes que tenen entre cinc i onze anys; la Maig, que és la colla principal amb membres adults; i els Dansaires de Maig, colla creada inicialment per a joves però que des del 1999 és la veterana del grup, amb balladors de més de quaranta anys. Els membres de la Colla Xàldiga són, doncs, el sector jove del grup sardanista. Tenen una àmplia agenda d'exhibicions i de participacions en concursos, en les modalitats de punts lliures i de lluïment.
En el pas pels concursos s'han endut tot un seguit de classificacions destacades en totes dues modalitats. Quant a les ballades d'exhibició, n'han fet arreu de Catalunya i en algunes localitats europees, com la de l'agost del 2012 a Budapest en la cloenda del 25è Aplec Internacional, on van ballar una sardana aèria, amb els dansaires suspesos a trenta metres de terra. Aquest espectacle fou repetit el 2013 a Arenys de Munt (Maresme) en la inauguració dels actes de la Capital de la Sardana 2013.